# Prosciutto

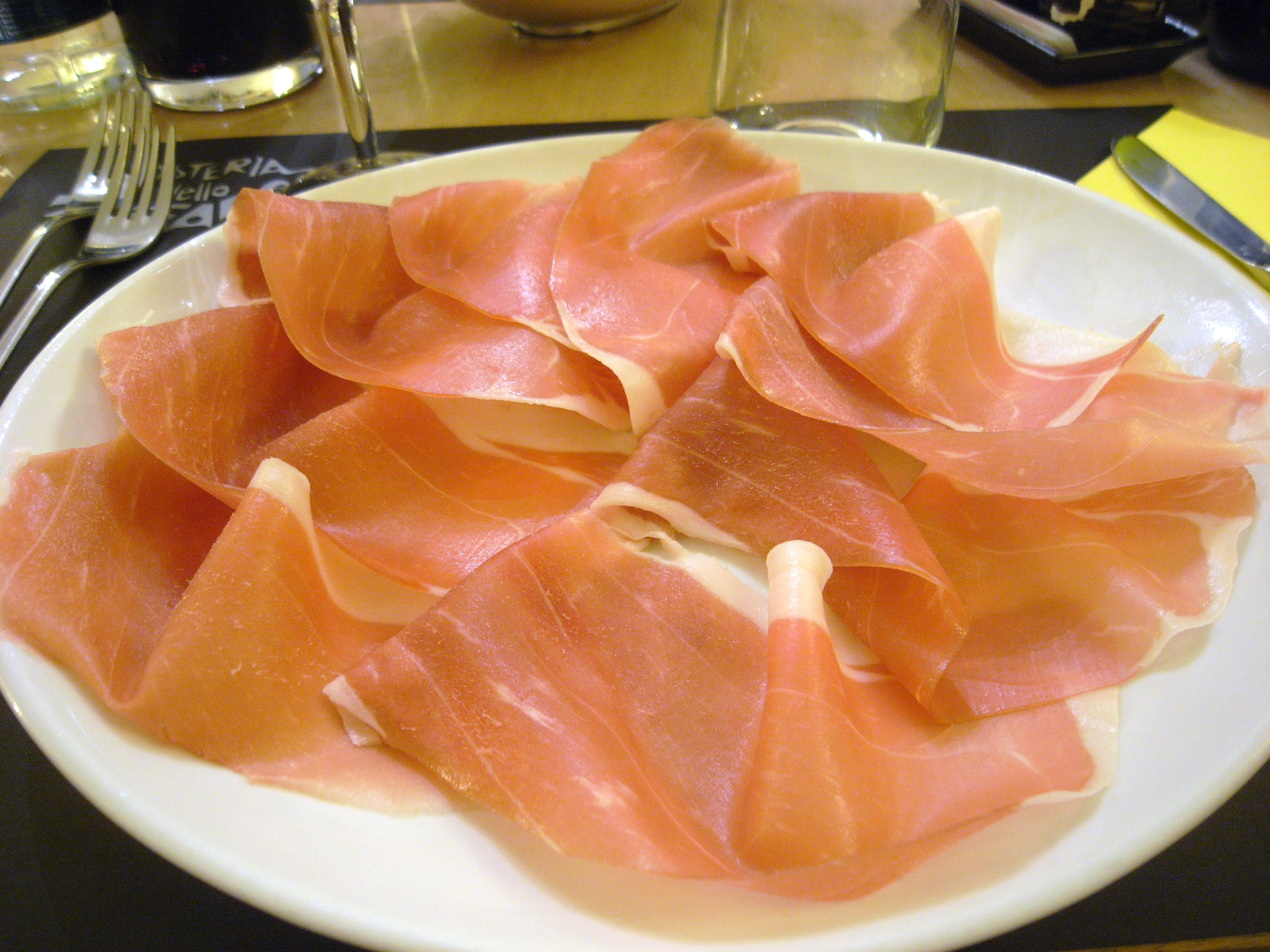
Prosciutto

Prosciutto är det italienska ordet för skinka, men används i svenskan som beteckning för lufttorkad skinka, framför allt från Italien.
Ordet kommer av latinets 'perexsuctum' som betyder 'som har torkats ut'. Prosciutto betyder i Italien bara ”skinka” och avser inte särskilt denna speciella tillredning. Den torkade skinkan heter på italienska prosciutto crudo, rå skinka, och kokt eller ugnsbakad skinka heter prosciutto cotto. 
Processen att lufttorka skinka tar mellan 9 och 18 månader.
Prosciutto i sig är inte en skyddad ursprungsbeteckning utan bara ett varunamn. För att det skall bli en skyddad produkt krävs det i många fall gemensamt uppsatta regler. Parmaskinka är ett exempel på en Prosciutto som håller så hög kvalité att producenterna av den har gått i samman och bildat ett konsortium där de sätter upp regler för hur och var en Parmaskinka får tillverkas. Detta är för att förhindra kopior eller att någon missbrukar namnet Parma ihop med liknande produkter. De mest kända skinkorna är prosciutto di Parma, från Parma, och prosciutto di San Daniele, från San Daniele del Friuli.
I andra länder framställs lufttorkad skinka på liknade sätt, till exempel den spanska jamón serrano.